# Arboreto de Todarcos
El Arboreto de Todarcos es un arboreto de unos 2600 m² en las proximidades de Alfaro, La Rioja, España.

## Localización
Se ubica junto a la Reserva Natural de los Sotos del Ebro y en las proximidades de Alfaro.

## Historia
Por iniciativa del Gobierno regional de la comunidad autónoma de La Rioja, fue abierto al público en 2007.

## Colecciones
El Arboreto recrea los diferentes ambientes que se pueden contemplar en la Reserva Natural: 
- El río, con sus meandros y playas de grava;
- Las “madres” de aguas casi estancadas;
- Los sotos, en los que crecen numerosos árboles y arbustos;
- Las zonas de huertas y frutales, bordeadas de matorral.

Para la creación de este Arboreto se han plantado las especies arbóreas y arbustivas más abundantes de los sotos, entre ellas, chopos, álamos, sauces, tamarices, zarzales, espinos, carrizos… Los distintos ambientes se pueden contemplar gracias a una pequeña red de sendas que recorre la parcela y que dispone de cuatro puntos para la interpretación dotados de paneles informativos.